# Zinaida Kupryjanovitj
Zinaida "Zina " Aljaksandrawna Kupryjanovitj (hviderussisk: Зінаіда Аляксандраўна Купрыяновіч tr. Zinaida Aljaksandrawna Kupryjanovitj ; russisk: Зинаи́да Алекса́ндровна Куприяно́вич tr. Sinaida Aleksandrovna Kuprijanovitj ; født 17. september 2002 i Minsk, Hviderusland), undertiden kendt som ZENA er en hviderussisk sanger, skuespillerinde, og tv-oplæser. Hun skal repræsentere Hviderusland i Eurovision Song Contest 2019 med sangen "Like It".